# Bramber Beach
Bramber Beach – plaża chroniona (chroniony odcinek wybrzeża) na poziomie prowincjonalnym (protected beach) w kanadyjskiej Nowej Szkocji, w hrabstwie Hants, na wybrzeżu południowej części zatoki Minas Basin, utworzona 11 lutego 1986; nazwa urzędowo zatwierdzona 4 maja 2009.